# Brasil en los Juegos Olímpicos de Los Ángeles 1984
Brasil estuvo representado en los Juegos Olímpicos de Los Ángeles 1984 por un total de 147 deportistas, 126 hombres y 21 mujeres, que compitieron en 17 deportes.
El portador de la bandera en la ceremonia de apertura fue el regatista Eduardo Ramos de Souza.

## Medallistas
El equipo olímpico brasileño obtuvo las siguientes medallas:
| Nombre                                   | Deporte   | Competición     |
| ---------------------------------------- | --------- | --------------- |
| Oro                                      |           |                 |
| Joaquim Cruz                             | Atletismo | 800 m M         |
| Plata                                    |           |                 |
| Equipo                                   | Fútbol    | Torneo M        |
| Ricardo Prado                            | Natación  | 400 m estilos M |
| Equipo                                   | Voleibol  | Torneo M        |
| Daniel Adler Torben Grael Ronaldo Senfft | Vela      | Soling M        |
| Douglas Vieira                           | Judo      | –95 kg M        |
| Bronce                                   |           |                 |
| Luís Onmura                              | Judo      | –71 kg M        |
| Walter Carmona                           | Judo      | –86 kg M        |